# Heberling Liszka
Gárdonyi Antalné Heberling Liszka, Erzsébet, Liza, Erzsi, Eliz (Pest, 1846. augusztus 19. (keresztelés) – Pest, 1871. június 25.) operett- és népszínműénekesnő.

## Életútja
Heberling János casinói szolga és Kalusz Mária leánya. Az 1860-as években mint serdülő leányka lépett a színipályára Budán, Molnár György színtársulatánál, ahol csinos hangjával először a Tíz leány, egy férj sem című operett Limonia szerepében keltett maga iránt figyelmet. Később operett- és népszínműénekesnő volt vidéken, majd a fővárosban – a Népszínházban és halála évében a Nemzeti Színháznál – egy ideig dalénekesnő volt, míg betegsége végképp leszorította a pályáról.
1866. május 9-én Debrecenben kötött házasságot Gárdonyi Antallal, egyik esküvői tanújuk Zöldi Miklós volt. Halálát heveny tüdővész okozta 25 éves korában, 1871. június 27-én helyezték nyugalomra.